# Окунинуси
Окунинуси (яп. 大国主 О:кунинуси, «Правитель великой страны»), также известный как Онамудзи — главное божество племенного союза Идзумо. После того как союз был подчинен правительством Ямато, Окунинуси был включен в мифологию синто как божество, изначально управлявшее Японией, но уступившее свои земли божеству Ямато, Аматэрасу. Также известен под именами Оонамудзи, Асихарасикоо, Ятихоко и Уцусикунидама.
Предания об Окунинуси относятся к идзумскому мифологическому циклу. Он повествует о том, как предок Окунинуси (по некоторым сведениям — его дед), божественный герой Сусаноо, брат богини Аматэрасу, был изгнан из Высших Небесных полей на землю, а также как он и его потомки начали обустраивать Японию. Окунинуси и его героические деяния играют одну из центральных ролей в этих мифах. Окунинуси первым научился выращивать просо и рис, он был зачинателем шелководства, ткачества и медицины.

## Биография

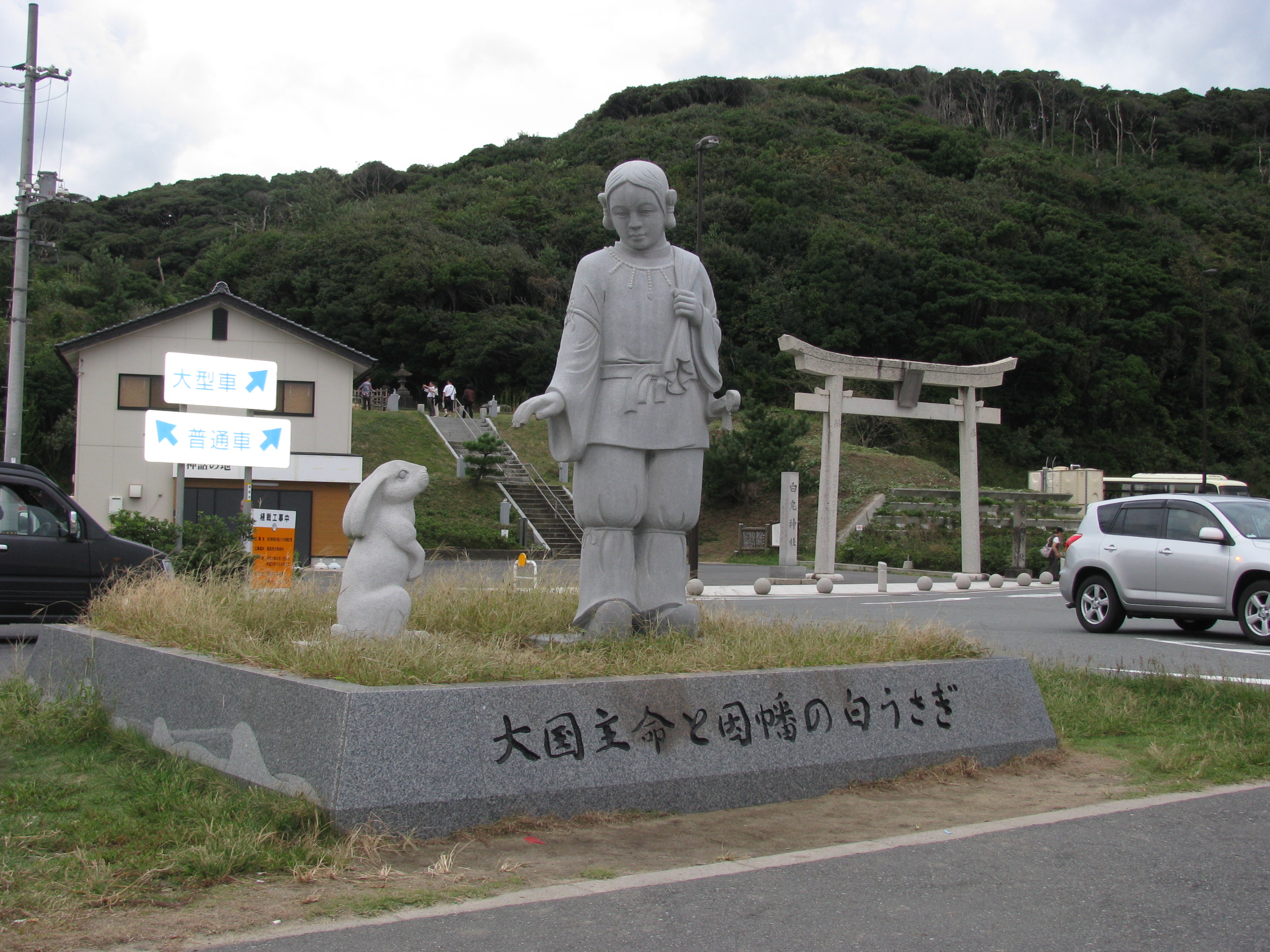
Заяц из Инабы и Окунинуси. Памятник в храме Хакуто Дзиндзя

Кодзики рассказывает, что когда Окунинуси был молод, он и его восемьдесят братьев отправились свататься к красавице Ягамихимэ. Повстречав по пути голого зайца, братья Окунинуси велели ему окунуться в морскую воду и затем лечь на высокую скалу. В результате когда соль из морской воды высохла, кожа зайца потрескалась. Идущий же следом за своими братьями Окунинуси научил зайца, как ему исцелиться. Благодаря доброте проявленной по отношению к зайцу, Ягамихимэ отказала всем братьям и заявила, что станет женой Окунинуси. Тогда братья решили убить Окунинуси. В первый раз они предложили ему поймать кабана, под видом которого сбросили раскалённый камень. Во второй раз бога раздавили в расщелине дерева. Оба раза мать Окунинуси воскрешала сына. Дабы разобраться с братьями, Окунинуси пришлось отправиться за помощью к Сусаноо. В жилище Сусаноо Окунинуси встретил его дочь, Сусэрибимэ и обручился с ней. Несмотря на чувства своей дочери, сам Сусаноо несколько раз пытался убить своего гостя. Поэтому Окунинуси пришлось бежать, взяв с собой Сусэрибимэ, а также украденные у Сусаноо волшебные лук и меч. Догнав беглеца, Сусаноо научил его как с помощью лука и меча убить братьев и предсказал, что Окунинуси станет правителем Японии. Однако потребовал, чтобы Окунинуси сделал Сусэрибимэ своей главной женой. Избавившись от братьев, Окунинуси взял в жёны Ягамихимэ и впоследствии обручился с рядом других богинь. Однако, как и было наказано Сусаноо, Сусэрибимэ осталась его главной женой.
Впоследствии Окунинуси повстречал бога Сукуна-бикона. Как оказалось, это был ребёнок Камимусуби-но ками. По наказу Камимусуби, Окунинуси и Сукуна стали братьями и вместе взялись за создание страны. После того как создание страны было завершено, Сукуна удалился в страну вечной жизни. Вслед за ним помощником Окунинуси стал некий бог живущий на горе Миморо-яма. В обмен на помощь в поддержании страны, он потребовал должного поклонения себе. После того как Окунинуси создал страну, Аматэрасу решила, что управлять ею должен её ребёнок. Сначала для покорения страны был послан Амэ-но-хохи-но ками. Однако, он сразу же вошёл в милость к Окунинуси и три года не подавал о себе никаких вестей. Следом за ним на землю был послан Амэ-но-вакахико. Этот посланник Аматэрасу обручился с дочерью Окунинуси и никаких вестей о нём не было восемь лет. Разобраться в происходящем послали фазана Накимэ, которого Вакахико подстрелил, приняв за дурную птицу. Наконец, на землю отправились боги Амэ-но-торифунэ-но ками и Такэмикадзути-но ками. Им удалось встретиться с Окунинуси и двумя его сыновьями. Первый сын сразу согласился уступить страну, второй лишь после дуэли с Такэмикадзути. Услышав, что его сыновья согласны с требованием Аматэрасу, Окунинуси согласился уступить свою страну её потомку, но потребовал, чтобы ему построили новые покои и соответствующим образом почитали.
В «Описании нравов и природы провинции Идзумо» можно обнаружить другую версию создания страны Окунинуси, так называемый «миф о притягивании земли». Согласно этой версии Окунинуси обнаружил, что страна Идзумо узка, как полоска полотна. Глядя на части соседних земель он стал раздумывать, не лишние ли они, и каждый раз решал, что лишние. После этого бог брал заступ «широкий и плоский, как грудь молодой девушки», отрубал приглянувшуюся ему часть суши и подтягивал её к Идзумо. Однако в Кодзики данный миф не упоминается.

## Жёны и дети
- Сусэрибимэ, дочь Сусаноо, стала первой и главной женой Окунинуси. Будучи главной женой, она сильно ревновала к остальным жёнам.
- Ягами-химэ родила Окунинуси Ко-но-мата-но ками (Бога Развилины Дерева), также известного как Мии-но ками (Бог Священного Колодца). Из страха перед главной женой Окунинуси, Сусэрибимэ, Ягами-химэ спрятала своё дитя в развилину дерева. Именно благодаря этому событию, дитя и получило своё имя.
- Нунакава-химэ (Дева из Нунакава) стала третьей женой Окунинуси.
- Жена Такири-бимэ-но микото (Дева — Богиня Тумана), обитающая во дворце Окицумия в Мунаката, родила Окунинуси Адэисикитака-хиконэ-но ками (Юношу — Высокого Бога Плугов). После этого Окунинуси обручился с младшей сестрой Такири, известной под именами Така-химэ-но микото (Дева — Высокая Богиня) и Ситатэ-ру-химэ-но микото (Дева — Ниже Светящаяся Богиня). От неё родился Адэисикитака-хиконэ-но ками, ныне известный как Камо-но оо-ми-ками (Великий Священный Бог Камо).
- Жена Камуятатэ-химэ-но микото (Дева — Богиня Божественных Стрелы и Щита) родила Окунинуси Котосирануси-но ками (Бога-Оракула).
- Дочь Ясимамудзи-но ками (Бога — Владельца Восьми Островов), Торимими-но ками (Богиня — Птичье Ушко), родила Окунинуси Торинаруми-но ками (Бога Моря Кричащих Птиц).
- Хинатэринукатаби-тиоикотини-но ками (Богиня, Освещающая Сельские Местности в Нуката) родила Окунинуси Куниоситоми-но ками (Бога Обильных Богатств Страны).
- От Асинадака-но ками (Богини Тростниковых Высот), или Ягахаэ-химэ (Девы Множества Цветений), родился Хаямика-но-такэсахая-даинуми-но ками (Бог Быстрый Устрашающий Храбрый Правитель из Сахая).
- От Сакитама-химэ (Девы Счастливой Жемчужины), дочери Амэ-но-микануси-но ками (Бога — Небесного Устрашающего Правителя), родился Микануси-хико-но ками (Юноша — Бог Устрашающий Правитель).
- От Хинараси-химэ (Девы Ровного Огня), дочери Оками-но ками (Бога-Дракона), родился Тахирикисимаруми-но ками (Бог — Дух из Кидзима).
- Икутама-сакитама-химэ-но ками (Дева — Богиня Животворящей Жемчужины, Счастливой Жемчужины), дочь Хихираги-но-соноханамадзуми-но ками (Бога Редчайших Цветов Душистого Кустарника), родила Окунинуси Миронами-но ками (Бог Волн в Миро).
- Аонумауманумаоси-химэ (Дева Болот из Нуноси), дочь Сакиямануси-но ками (Бога — Правителя Уступчатых Гор), родила Нунооситомиторинаруми-но ками (Бога Моря Кричащих Птиц в Нуноси).
- Вака-цукусимэ-но ками (Юная Богиня из Цукуси) родила Амэ-но-хибараоосинадоми-но ками (Бога — Солнечное Чрево из Большого Синадо).
- Тооцуматинэ-но ками (Богиня Далёкого Мати), дочь Амэ-но-сагири-но ками (Бога Небесных Туманов в Ущельях), родила Тооцуямасакитараси-но ками (Бога Далёкого Ямасаки).